# Dram karabachski (Górski Karabach)
Dram karabachski (orm. Արցախյան դրամ) – jednostka monetarna nieuznawanego państwa Górskiego Karabachu, dzieliła się na 100 lumów. Obok drama armeńskiego posiadała w latach 2003-2023 status legalnego środka płatniczego na terenie Górskiego Karabachu. Waluta ta spotykana była w obiegu bardzo rzadko, w zasadzie nie była używana w handlu i innych transakcjach.

## Monety

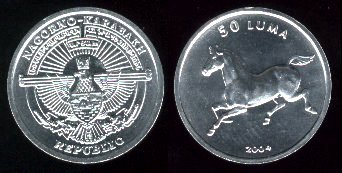
50 lumów z 2004 roku
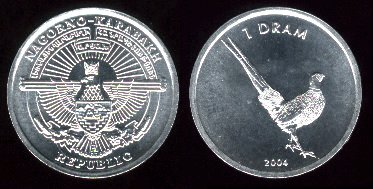
1 dram karabachski z 2004 roku
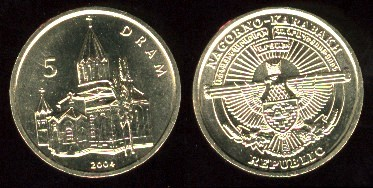
5 dramów karabachskich z 2004 roku
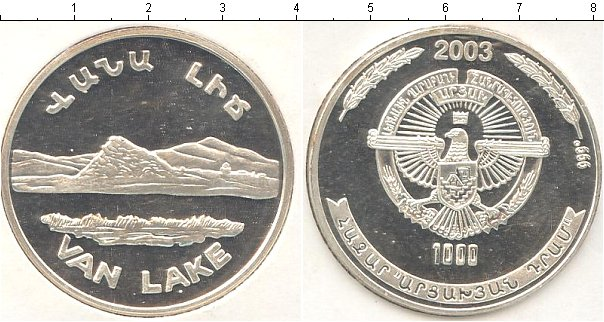
1000 dramów karabachskich z 2003 roku

## Banknoty

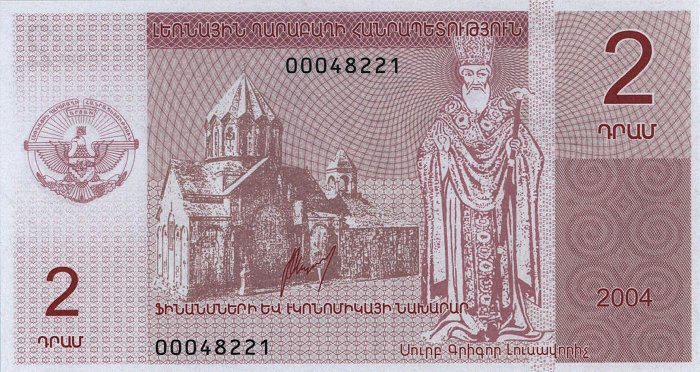
2 dramy karabachskie z 2004 roku - awers
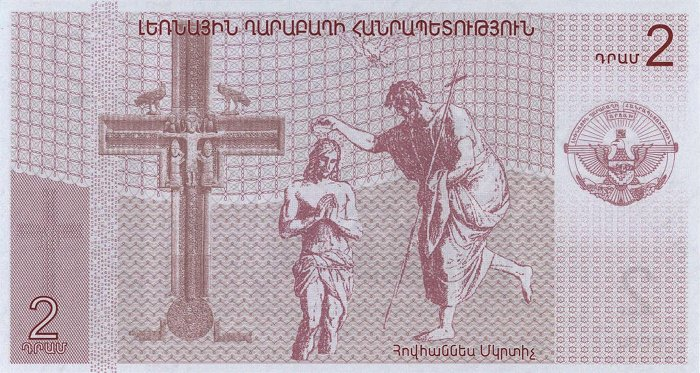
2 dramy karabachskie z 2004 roku - rewers
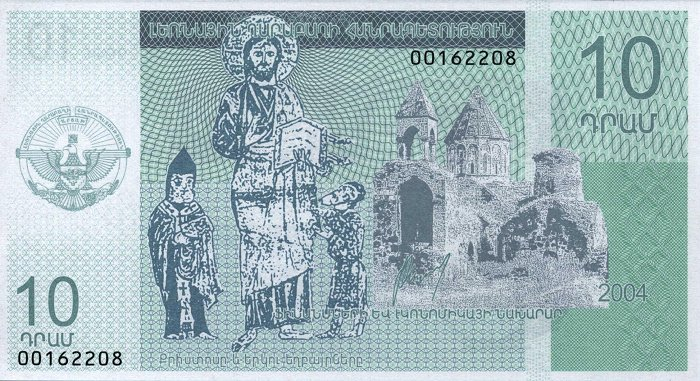
10 dramów karabachskich z 2004 roku - awers
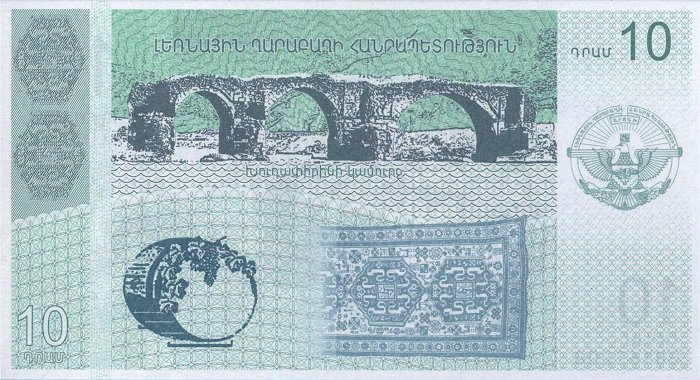
10 dramów karabachskich z 2004 roku - rewers